# Iluzija (1967.)
Iluzija, hrvatski dugometražni film iz 1967. godine.